# Fergus
Fergus, nombre irlandés que significa 'escogido, selecto'. Cuenta con cierta trayectoria literaria, y fue uno de los caballeros del rey Arturo. Protagonista de la obra de Guillaume le Clerc's Fergus, cuenta la leyenda que Fergus, de sangre noble por parte de madre dejó de ser campesino para ser armado caballero por el rey Arturo. En sus primeras batallas mostró su valía venciendo al Caballero Negro bajo el cual habían sucumbido numerosos caballeros. En su camino hacia la Montaña Negra, residió en el Castillo Lidel donde cayó rendidamente enamorado de Lady Galiene de Lothian. Superó múltiples aventuras en Escocia, venciendo a piratas, ladrones y gigantes pero su hazaña más importante fue matar a un dragón que le hizo obtener ciertos objetos mágicos. Finalmente, casó con Galiene. Sus atributos son similares a los de las historias más tempranas de Perceval.
Pero hay más historias y más caballeros que recibieron el nombre de Fergus:
-Fergus: caballero de la Mesa Redonda, compañero de Tristán, que le ayudó en su reconciliación con Isolda tras una discusión.
-Fergus mac Róich (Fergus Roich, Fergus Roech, Fergus Ro-ech, Fergus Roigh, Fergus Roi, Fergus Roth, Fergus Rosa Ruaidh, Fergus Rossa, Fergus Mac-Roy): uno de los principales héroes del Ciclo del Ulster, conocido por ser tutor de Cuchulainn. Entre sus características figura una gran potencia sexual que explicaría su más temprano patronímico, Roach (probablemente de Ro-ech, "great horse"), requería a siete mujeres al mismo tiempo para satisfacer sus deseos. Su espada recibió el nombre de Caladbolg.
-San Fergus: personaje de existencia real; en las cercanías de Dundee se encuentra el Glamis Castle donde Shakespeare situó su Macbeth, Lugar favorito de San Fergus, quien desde las tierras de Irlanda pidió tener acceso a sus murallas.